# Химический снаряд
Хими́ческий снаря́д — артиллерийский снаряд, в том числе реактивный, снаряжённый боевыми отравляющими рецептурами различного характера (слезоточивые, кожно-нарывного действия, нервно-паралитические и другие).

## История
Активно использовались почти всеми воюющими странами во время Первой мировой войны.
В годы Второй мировой войны, несмотря на наличие значительного количества отравляющих веществ и снарядов для их доставки у многих стран, не применялись.

## СССР
В СССР к химическим снарядам относились дымовые снаряды.

## США
Некоторые из разработанных в США химических снарядов:
- M360[англ.] — 105-мм, снаряжение зарин
- M60[англ.] — 105-мм, снаряжение сернистый иприт
- M687[англ.] — 155-мм, снаряжение бинарная рецептура зарина
- M104[англ.] — 155-мм, снаряжение сернистый или дистиллированный иприт, белый фосфор
- M121/A1[англ.] — 155-мм, снаряжение VX или зарин
- M110[англ.] — 155-мм, снаряжение иприт, белый фосфор
- M426[англ.] — 203-мм, снаряжение VX или зарин
- M55[англ.] — 55-мм снаряд реактивной артиллерии, снаряжение VX или зарин